# 西念寺 (富士吉田市)
西念寺（さいねんじ）は、山梨県富士吉田市上吉田にある寺院。時宗寺院で、山号は吉積山（きっしゃくさん）。富士吉田市内では、月江寺とともに江戸時代に御朱印地を有した有力寺院。甲斐百八霊場第三十番札所。

## 沿革
『甲斐国志』によれば、養老3年（719年）、行基により創建されたという。天台宗寺院であったが、鎌倉時代の永仁6年（1298年）に時宗の遊行二世他阿真教が信濃国から甲斐国を遊化して相模国へ赴く際に止宿し、弟子の真海を住職として時宗道場に改めて真教が開祖となり、富士山来迎阿弥陀三尊が安置され富士参詣道者の信仰を集めた。
時宗は真教が相模国藤沢の清浄光寺を建立して復興し、『甲斐国社記・寺記』によれば山梨県内では甲斐武田氏の外護を受け、西念寺のほかは甲府市の一蓮寺をはじめ笛吹市の称願寺、北杜市の長泉寺などの時宗寺院が存在しており、西念寺は末寺4、塔頭7で一蓮寺や長泉寺に次ぐ規模となっている。西念寺は永仁年間（1293年 - 1299年）に武田氏の分流甲斐一条氏の一条吉積（右衛門大夫）により諸堂が再建されており、山号は吉積の名に因む。
戦国時代には甲斐守護・武田氏や郡内領主の小山田氏に保護され、棟別諸役の免除などを受ける。天文年間には火災に遭うが、富士道者からの勧進が行われ復興される。
西念寺は古吉田村に所在していたが、元亀3年（1572年）に現在地に移転され、集落も移転している。元亀元年（1570年）10月小山田信茂判物によれば、この時点で西念寺は無住であり伽藍は焼失していたという。西念寺移転の背景には富士山の雪代災害を避けるためであったとする説や、町場の再編を意図してたとする説などがある。
天正10年（1582年）3月の武田氏滅亡後も寺領を安堵され、江戸時代の慶安2年（1649年）には将軍家光により寺領20石を安堵する朱印状が下され、以来は歴代将軍による安堵を受けている。寄進された寺領は西念寺丸尾であると考えられているが、朱印状では具体的な確認がなされておらず、郡内地方を治める谷村藩主秋元氏時代から甲斐一円が幕府直轄領となった谷村代官時代にかけて御朱印地論争が発生した。
江戸時代には寺檀制度の確立により門前が形成され、天保7年（1836年）の郡内騒動においては門前百姓連印帳を作成して門前百姓を掌握した。「富士道場日記」には年中行事や水論の仲裁など村方における役割が記され、江戸後期には寺子屋教育が行われている。
9点の戦国文書をはじめとする西念寺を所蔵。戦国文書は痛みが激しいが、宝永3年（1706年）の『吉積山西念寺由来書』や慶応4年（1868年）の『西念寺銘細由来書』などの写本が残されており、『新編甲州古文書』（角川書店）や『吉田の戦国文書』として刊行もされている。

## 文化財

### 山梨県指定文化財
木造釈迦如来立像：昭和39年11月19日指定
鎌倉時代（13世紀から14世紀）の作。木造・彩色・玉眼。一軀。像高は80.0センチメートル。本像は現状では左手に宝珠を持ち、薬師如来の印相をとっている。これは後補であり、頭髪が縄目状の渦巻き型であることや、通肩に衲衣（のうえ）をまとい衣文線が同心円状である像容から、本来は清涼寺式の釈迦如来像であったと考えられている。清涼寺式の釈迦如来は鎌倉時代に各地で模造されており、本像もその一例とされる。